# میریام سیلا
میریام سیلا (انگلیسی: Miriam Sylla؛ زادهٔ ۸ ژانویهٔ ۱۹۹۵) بازیکن والیبال اهل ایتالیا است.
از باشگاه‌هایی که در آن بازی کرده‌است می‌توان به اشاره کرد.